# Wypadek kolejowy w Andrii
Wypadek kolejowy w Andrii – czołowe zderzenie dwóch pociągów pasażerskich, do którego doszło 12 lipca 2016 roku o godz. 11:06 na jednotorowej linii kolejowej Bari – Barletta koło włoskiej miejscowości Andria.
Podczas kolizji zderzyły się czołowo dwa regionalne pociągi pasażerskie – zespoły trakcyjne Stadler FLIRT oraz Alstom Coradia. W wyniku wypadku zginęły 23 osoby, a 57 zostało rannych.
Do zderzenia doszło na łagodnym łuku, na którym widoczność dodatkowo ograniczał gaj oliwny po jego wewnętrznej stronie. Oba składy jechały wówczas z prędkościami ok. 100 km/h. Pierwsze wagony obu składów zostały kompletnie zniszczone. To w nich przebywała większość ofiar śmiertelnych wypadku – w większości uczniów i studentów lokalnych szkół. Zginęli obaj maszyniści.
Przyczyny wypadku nie są znane. Włoski związek maszynistów oświadczył, że wypadek mógł być spowodowany przez błąd ludzki. Zwraca się uwagę na bardzo ubogą infrastrukturę zabezpieczenia ruchu kolejowego – zapowiadanie telefoniczne pociągów – oraz odwlekaną z powodu biurokratycznych procedur modernizację linii.
Ówczesny premier Włoch Matteo Renzi oświadczył na konferencji prasowej: Nie spoczniemy, dopóki nie dowiemy się, jak do tego doszło.